# Serinane
Serinane – wieś w Botswanie w dystrykcie Kweneng. Według spisu ludności z 2011 roku wieś liczyła 787 mieszkańców.